# Shenyang
Shenyang (mandarin 沈阳市, pinyin Shěnyáng Shì), äldre Mukden, är huvudstad i provinsen Liaoning i södra Manchuriet i nordöstra Kina. Staden själv har över 5,3 miljoner invånare, men drygt 8 miljoner bor i hela det av staden administrerade området.

## Näringsliv
Shenyang har traditionellt varit ett centrum för handel med sojabönor, socker, trä- och skinnvaror.
Under den japanska ockupationen 1931-45 blev Shenyang en viktig industriort och efter 1949 konsoliderade kommunisterna stadens ställning som centrum för tung industri. Under 1980-talet genomgick staden en nedgång och räknades till det kinesiska "rostbältet", men stadens ekonomiska liv har sedan dess blivit mer dynamiskt, med större fokus på IT och elektronisk industri. Bil- och flygplansindustrin är fortfarande viktig i Shenyang.
2003 grundades BMW:s samriskföretag med Brilliance China Automotive Holdings Ltd som kallas BBA (BMW Brilliance Automotive Ltd.) som har sin produktion i Shenyang.

## Historia

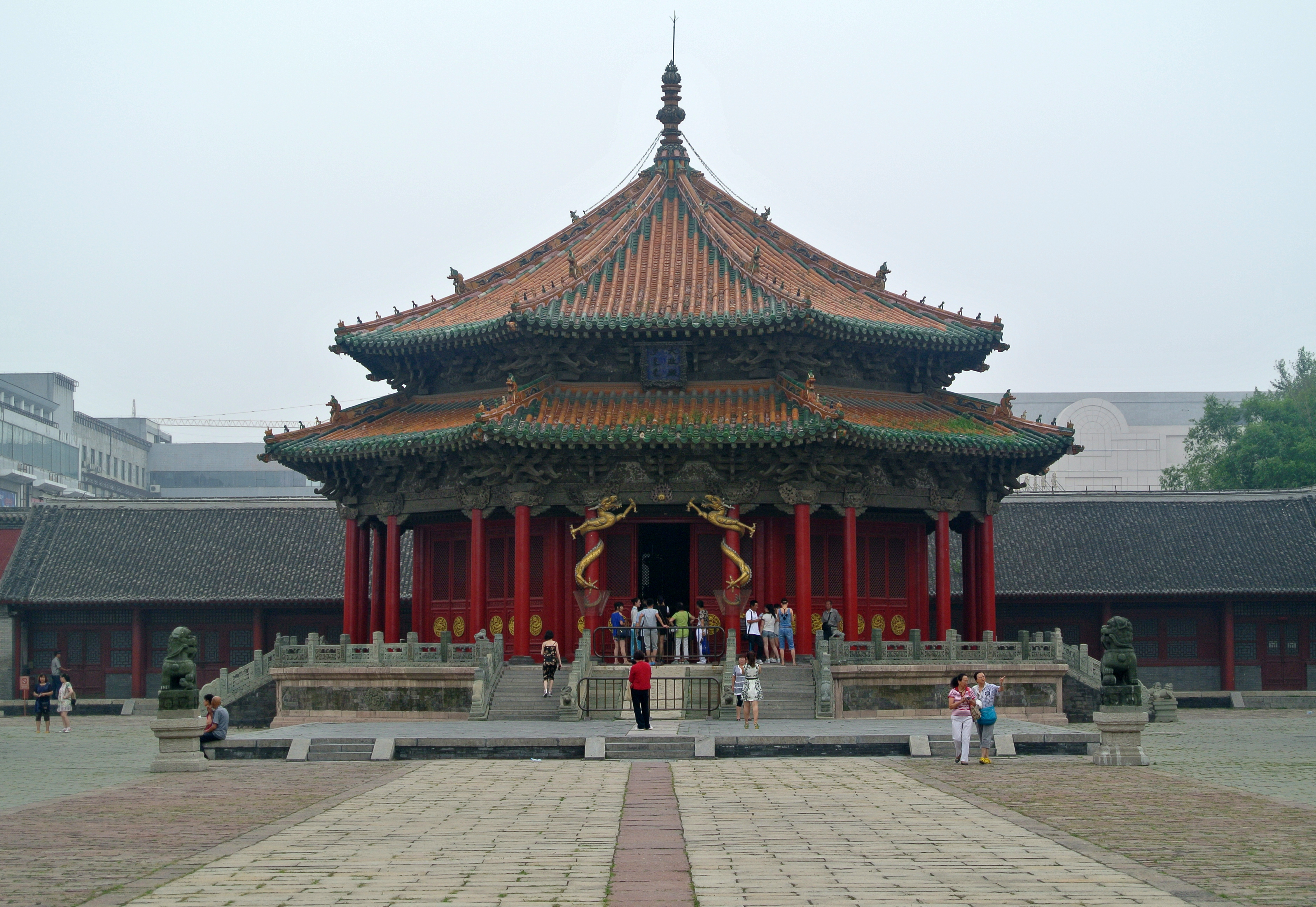
Mukdenpalatset

Shenyang grundades på 300-talet var huvudstad i ett tatarrike. Här färdigställdes 1636 det kejserliga Mukdenpalatset. Det var utgångspunkt för manchuernas erövring av Kina 1644 och huvudstad i Manchuriet 1644–1912. Under rysk-japanska kriget intog staden en nyckelställning och var i ryssarnas händer, tills den erövrades av japanerna 1905. Shenyang intogs 1931 av japanerna och blev en viktig stad i den japanska lydstaten Manchukuo. I Shenyang utkämpades häftiga strider under det kinesiska inbördeskriget 1947–48. Staden erövrades slutligen av kommuniststyrkorna vintern 1948.
Den gamla staden var omgiven av en tegelstensmur och hade förutom de kejserliga palatsen minnestempel över manchuernas erövring av Kina, en motsvarighet till templen i Peking. Utanför stadsmuren låg den japanska stadsdelen och stationsområdet.

## Kommunikationer
Shenyang är knutpunkt för järnvägar till Harbin, Peking, Dalian och Nordkorea.
I september 2010 öppnades Shenyangs första tunnelbanelinje (Linje 1) och i januari 2012 startades Linje 2. Linje 1 förlöper i väst-östlig riktning medan Linje 2 förlöper nord-syd. Byta linje kan man göra vid Qingnian Dajie (青年大街). Alla stationer är utrustade med glasbarriärer mot spåren för att förhindra olyckor och självmord. Vagnarna är utrustade med AC.

## Militär betydelse
Shenyang är högkvarter i en av Folkets befrielsearmés sju militärregioner. I staden är också "Bas 51", en av den Andra artillerikårens sex divisioner, belägen, som har missiler med räckvidd mot Korea och Japan.

## Politik
Borgmästare i Shenyang är sedan januari 2022 Lu Zhicheng, som innan dess var tillförordnad borgmästare sedan den 31 oktober 2021. Partisekreterare för staden är sedan den 31 oktober 2021 Wang Xinwei, som innan dess var stadens borgmästare sedan januari 2021. Jiang Youwei var stadens borgmästare från januari 2017 till januari 2021.
Pan Liguo var borgmästare i Shenyang från mars 2015	till december 2016.
Tidigare partisekreterare för staden är bland andra Zhang Lei (2018-2021), Yi Lianhong (2017-2018), Wang Menghui (2016-2017) och Zeng Wei (2008-2016).

## Administrativa enheter
Shenyangs storstadsområde (prefektur) har en yta som är något större än Uppland. Innerstaden (markerat med gult på kartan) indelas i fem stadsdistrikt och förorterna i fyra distrikt. Den omgivande landsbygden är indelad i tre härader, dessutom lyder en satellitstad på häradsnivå under Shenyang:
| Karta        | Nr                    | Namn     | Kinesiska      | Pinyin    | Befolkning (2010) | Yta (km2) | Befolknings- täthet(/km2) |
| ------------ | --------------------- | -------- | -------------- | --------- | ----------------- | --------- | ------------------------- |
|              |                       |          |                |           |                   |           |                           |
| Innerstad    |                       |          |                |           |                   |           |                           |
| 1            | Shenhe-distriktet     | 沈河区   | Shěnhé qū      | 849 267   | 18                | 47 181    |                           |
| 2            | Heping-distriktet     | 和平区   | Hépíng qū      | 700 992   | 21                | 33 380    |                           |
| 3            | Dadong-distriktet     | 大东区   | Dàdōng qū      | 782 867   | 51                | 15 350    |                           |
| 4            | Huanggu-distriktet    | 皇姑区   | Huánggū qū     | 925 176   | 37                | 25 004    |                           |
| 5            | Tiexi-distriktet      | 铁西区   | Tiěxī qū       | 1 017 564 | 39                | 26 091    |                           |
| Förorter     |                       |          |                |           |                   |           |                           |
| 6            | Sujiatun-distriktet   | 苏家屯区 | Sūjiātún qū    | 474 779   | 776               | 611       |                           |
| 7            | Hunnan-distriktet     | 浑南区   | Húnnán qū      | 411 110   | 896               | 459       |                           |
| 8            | Shenbeis nya distrikt | 沈北新区 | Shěnběi xīnqū  | 423 323   | 852               | 497       |                           |
| 9            | Yuhong-distriktet     | 于洪区   | Yúhóng qū      | 670 843   | 774               | 867       |                           |
| Satellitstad |                       |          |                |           |                   |           |                           |
| 10           | Xinmin                | 新民市   | Xīnmín shì     | 657 763   | 3 315             | 198       |                           |
| Landsbygd    |                       |          |                |           |                   |           |                           |
| 11           | Liaozhong härad       | 辽中县   | Liáozhōng xiàn | 476 081   | 1 670             | 285       |                           |
| 12           | Kangping härad        | 康平县   | Kāngpíng xiàn  | 316 819   | 2 173             | 146       |                           |
| 13           | Faku härad            | 法库县   | Fǎkù xiàn      | 399 587   | 2 320             | 172       |                           |

- Wikimedia Commons har media som rör Shenyang.

## Klimat
Genomsnittlig årsnederbörd är 867 millimeter. Den regnigaste månaden är juli, med i genomsnitt 195 mm nederbörd, och den torraste är januari, med 9 mm nederbörd.